# Dubinka (obwód mohylewski)
Dubinka (biał. Дубінка; ros. Дубинка) – wieś na Białorusi, w obwodzie mohylewskim, w rejonie mohylewskim, w sielsowiecie Wiendaraż.
W XIX w. wieś i majątek ziemski, będący własnością Albrechtowiczów. Położona była wówczas w Rosji, w guberni mohylewskiej, w powiecie mohylewskim. Następnie w granicach Związku Sowieckiego. Od 1991 w niepodległej Białorusi.